# Gary Dauberman
Gary Dauberman (...) è uno sceneggiatore e regista statunitense.

## Biografia
Dauberman ha frequentato il Delaware County Community College per due anni, prima di passare alla Temple University, presso la quale si è laureato nel 2002. In seguito si è trasferito a Los Angeles, dove, dopo aver lavorato come comparsa per Central Casting, ha debuttato come sceneggiatore scrivendo il film TV Caccia al ragno assassino, trasmesso da Syfy nel 2007.
A partire dal 2013, ha sceneggiato molti dei film dell'universo cinematografico di The Conjuring, ovvero: Annabelle (2014), Annabelle 2: Creation (2017), The Nun - La vocazione del male (2018) e Annabelle 3 (2019). Inoltre, con quest'ultimo film, ha fatto il suo debutto come regista.
Dauberman ha anche co-sceneggiato i due film horror It (2017) e It - Capitolo due (2019), basati sull'omonimo romanzo di Stephen King.

## Filmografia

### Sceneggiatore

#### Cinema
- Le scimmie assassine (Blood Monkey), regia di Robert Young (2007) – direct-to-video
- Swamp Devil, regia di David Winning (2008) – direct-to-video
- Annabelle, regia di John R. Leonetti (2014)
- Within - Presenze (Within), regia di Phil Claydon (2016)
- 10050 Cielo Drive (Wolves at the Door), regia di John R. Leonetti (2016)
- Annabelle 2: Creation (Annabelle: Creation), regia di David F. Sandberg (2017)
- It, regia di Andrés Muschietti (2017)
- The Nun - La vocazione del male (The Nun), regia di Corin Hardy (2018)
- Annabelle 3 (Annabelle Comes Home), regia di Gary Dauberman (2019)
- It - Capitolo due (It: Chapter Two), regia di Andrés Muschietti (2019)
- The Cabin House, regia di Devon Loerop (2019)
- Until Dawn - Fino all'alba (Until Dawn), regia di David F. Sandberg (2025)

#### Televisione
- Caccia al ragno assassino (In the Spider's Web), regia di Terry Winsor – film TV (2007)
- Swamp Thing – serie TV, 1 episodio (2019) – anche ideatore

### Regista
- Annabelle 3 (Annabelle Comes Home) (2019)
- Le notti di Salem (Salem's Lot) (2024)